# Belastung von Vermögenswerten
Belastung von Vermögenswerten bezeichnet vom Eigentümer an Dritte gewährte beschränkte dingliche Rechte an Vermögenswerten.
Bei Kreditinstituten werden belastete Vermögenswerte besonders betrachtet, da sie für die Erfüllung der unbesicherten Forderungen der Gläubiger nicht zur Verfügung stehen. Die Belastungsquote (Anteil der belasteten an allen Vermögensgegenständen) spielt als Kenngröße im Bankensektor besonders bei Risikomanagement, Bonitätsanalyse, Bankenregulierung und im Meldewesen eine Rolle.
Bei Immobilien werden die Belastungen im Grundbuch verzeichnet.
Entsprechende englische Begriffe sind asset encumbrance für die Belastung von Vermögenswerten und asset encumbrance ratio für die Belastungsquote.

## Hintergrund
In der Bankbilanz befinden sich auf der Aktivseite die Vermögensgegenstände der Bank. Dies sind in erster Linie Kreditforderungen der Bank gegen ihre Kunden, Wertpapiere und Derivate. Im Fall der Insolvenz einer Bank stehen diese Werte zur Verfügung, um die Forderungen der Gläubiger der Bank (z. B. die Inhaber von Wertpapieren der Bank oder Sparer) zu erfüllen.
Um ihre Refinanzierung zu verbilligen, nutzen Banken besicherte Finanzierungsformen. Die Besicherung bedeutet, dass das Kreditinstitut einen Teil der Vermögenswerte als Sicherheit benennt und über Verpfändung oder andere Rechtsinstrumente den Gläubigern im Insolvenzfall einen vorrangigen Anspruch zusichert. Die so gebundenen Vermögenswerte sind die belasteten Vermögensgegenstände. Die verbleibenden unbelasteten Vermögensgegenstände stehen allein den Gläubigern unbesicherter Forderungen zur Verfügung.
Die wichtigsten besicherten Finanzierungsformen sind:
- Besicherte Anleihen – hierzu gehören Pfandbriefe,  Hypothekenanleihen und Forderungsbesicherte Wertpapiere (abgekürzt ABS von englisch asset backed securities)
- Längerfristige Refinanzierungsgeschäfte (abgekürzt LTRO von englisch long-term refinancing operations) der Europäischen Zentralbank (EZB)
- Rückkaufvereinbarungen (englisch „repurchase agreements“, Abkürzung „Repos“)

## Belastungsquote
Die Belastungsquote ist das Verhältnis der Summe der belasteten Vermögensgegenstände zu der Summe aller Vermögensgegenstände einer Bank. Sie gibt an, wie hoch der Anteil der Vermögensgegenstände ist, der der Konkursmasse für ungesicherte Forderungen zur Verfügung steht. Damit die Kennziffer diese Funktion erfüllen kann, muss sie jedoch auch noch die von der Bank erhaltenen und die von der Bank weitergegebenen Sicherheiten enthalten, die ebenfalls die Konkursmasse verstärken würden.
{\displaystyle {\text{Belastungsquote}}={\frac {\sum {\text{belastete Vermögensgegenstände + }}\sum {\text{genutzte erhaltene Sicherheiten}}}{\sum {\text{Vermögenswerte + }}\sum {\text{erhaltene Sicherheiten}}}}}

## Bankenregulierung

### Europäische Union
In der Europäischen Union regelt die Kapitaladäquanzverordnung (englische Abkürzung CRR) die Meldepflichten der Kreditinstitute in Bezug auf Belastungen. Art. 100 CRR verpflichtet die Banken in zusammengefasster Form, die Höhe von Rückkaufvereinbarungen, Wertpapierleihgeschäften und alle Formen der Belastung von Vermögenswerten zu melden. Daneben enthält Art. 433 CRR Regelungen zur Offenlegung unbelasteter Vermögenswerte.

### USA und Kanada
In den Vereinigten Staaten und Kanada bestehen gesetzliche Beschränkungen der Höhe der Ausgabe von Covered Bonds zur Sicherstellung einer ausreichenden Höhe unbelasteter Vermögensgegenstände.